# Charles Loewner
Charles Loewner či Karel Löwner (29. května 1893 – 8. ledna 1968), byl americký matematik narozený v Čechách.

## Život
Narodil se v židovské rodině v městečku Lány na Kladensku, kde byl jeho otec Sigmund Löwner majitelem obchodu. Rodina mluvila původně česky, ale Karlův otec se již přiklonil k němčině. Karel vystudoval matematiku na Karlově univerzitě, doktorský titul získal roku 1917 pod vedením Georga Alexandera Pika. Na německé části univerzity byl jmenován mimořádným profesorem, byl též asistentem na pražské technice (německé části), habilitoval se v roce 1923 na univerzitě v Berlíně, v letech 1928-30 působil na univerzitě v Kolíně nad Rýnem. V roce 1934 se stal řádným profesorem v Praze, kde přednášel až do roku 1939, kdy na něj dopadly rasové restrikce tzv. druhé republiky. Po 15. březnu ho zatklo gestapo, ale rodině se podařilo ho úplatky vyreklamovat a v říjnu 1939 emigroval do Spojených států, kde působil na University of Louisville, Brown University, Syracuse University a nakonec na Stanfordově univerzitě (1951-1963). Jeho žákem byl Lipman Bers. Ve Stanfordu i zemřel.
Jeden z jeho hlavních matematických zájmů byl důkaz Bieberbachovy hypotézy. Loewnerova diferenciální rovnice, kterou při řešení definoval a užil, má dalekosáhlé důsledky v teorii geometrické funkce – byla použita i při závěrečném řešení Bieberbachovy hypotézy Louisem de Brangesem v roce 1985. Věnoval se též teorii monotónních maticových funkcí, Hilbertovým prostorům a hydrodynamice.